# Spencer Gore
Spencer William Gore (10. marts 1850 – 19. april 1906) var en britisk tennis- og cricketspiller, der i 1877 vandt den allerførste udgave af Wimbledon-mesterskaberne. Han besejrede i finalen landsmanden William Marshall med 6-1, 6-2, 6-4. Han forsøgte af forsvare sin titel året efter, hvor han dog blev besejret af en anden brite, Frank Hadow, i udfordringsrunden med 5-7, 1-6, 7-9.
Spencer Gore spillede også cricket for Surrey County Cricket Club i 1874-75.

## Biografi

### Barn- og ungdom
Spencer Gore var søn af Charles Alexander Gore og Augusta Lavinia Priscilla Gore (født Ponsonby), der var datter af den fjerde jarl af Bessborough, og han var storebror til teologen Charles Gore, der var den første biskop af Birmingham. Han blev født og voksede op mindre end en mile fra All England Croquet Club i Wimbledon Common i Surrey.
Han blev uddannet ved Harrow School, hvor han udmærkede sig inden for alle slags idræt, især fodbold og cricket, og han var anfører for skolens crickethold i 1869.

### Sportskarriere
Gore debuterede i førsteklasses cricket i 1874 for Surrey i en kamp mod Middlesex hvor han bl.a. scorede 17 løb på sine første fire bolde. Han spillede igen for Surrey mod Middlesex i 1875, hvor Surrey vandt med 10 stående gærder, og han fik ikke chancen for at spille anden innings. På klubniveau spillede han hovedsageligt for I Zingari, hvor han spillede indtil 1893. Han spillede to førsteklasses-kampe for I Zingari mod Yorkshire i 1878 og 1879 og en kamp for Gentlemen of the South i 1879.
I 1877 blev det første Wimbledon-mesterskab i tennis afholdt i All England Lawn Tennis and Croquet Club, som var blev omdøbt fra All England Croquet Club, eftersom tennis var blevet tilføjet klubbens program to år tidligere. Gore vandt mesterskabet ved at besejre William Marshall med 6–1, 6–2, 6–4 i finalen den 19. juli 1877. Han var den første spiller, der anvendte flugtninger som en del af sin teknik og anses derfor som opfinderen af denne spillestil.
Gore var en af de 22 spillere, der havde betalt 1 guinea for at deltage i turneringen. De 21 kampe blev spillet på fem dage. Mesterskabet holdt pause i weekenden for ikke at skulle konkurrere med den årlige cricketkamp mellem Eton og Harrow på Lord's Cricket Ground. Finalen var programsat til at blive spillet om mandagen, men den blev udsat fire dage på grund af regn.
Den 27-årige Gore havde blot tabt to sæt i de første fire runder, og han nåede finalen efter at have besejret Charles Heathcote i semifinalen. I finalen mod William Marshall vandt han med 6–1, 6–2, 6–4, og kampen varede 48 minutter. Gore vandt dermed førstepræmien på 12 guineas og en sølvpokal udsat af sportsmagasinet The Field.
Som forsvarende mester var Gore automatisk kvalificeret til det afgørende kamp om mesterskabet (kaldet "udfordringsrunden") ved det følgende års Wimbledon-mesterskab mod vinderen af all comers-turneringen. Han tabte imidlertid kampen og dermed titlen til Frank Hadow med 7–5, 6–1, 9–7 og deltog derefter ikke mere i Wimbledon-mesterskaberne.

### Erhvervskarriere
Gore blev ansat hos Pickering and Smith, hans svigerfars ejendomsrådgivningsfirma, hvor han blev forfremmet til partner, og firmaet skiftede navn til Smiths and Gore.

### Privatliv
Spencer Gore blev gift den 9. januar 1875 med Amy Margaret Smith, og sammen fik de fire børn: Kathleen Amy, Florence Emily Frances, George Pym (1875–1959) og Spencer Frederick (1878–1914). Sidstnævnte blev en berømt kunstmaler, mens George var bokser og spillede cricket for Durham.
Gore døde 56 år gammel på Granville Hotel i Ramsgate i Kent. Han blev begravet den 23. april 1906 på Ramsgate Cemetery (grav nr. AA511).